# Косіґая

35°53′28″ пн. ш. 139°47′27″ сх. д. / 35.89111° пн. ш. 139.79083° сх. д.
Косіґая́ (яп. 越谷市, こしがやし, МФА: [koɕigaja ɕi̥]) — місто в Японії, в префектурі Сайтама.

## Короткі відомості
Розташоване в південно-східній частині префектури. Виникло на основі середньовічного постоялого містечка на Ніккоському шляху. Основою економіки є сільське господарство, комерція, машинобудування. Традиційне ремесло — виготовлення ляльок, розведення горлиць. Станом на 1 жовтня 2008 площа міста становила 60,31 км². Станом на 1 січня 2009 населення міста становило 320 857 осіб.

## Міста-побратими
- City of Campbelltown, Австралія (1984)